# 道の駅吉野ヶ里
道の駅吉野ヶ里（みちのえき よしのがり）は、佐賀県神埼郡吉野ヶ里町にある国道385号の道の駅である。

## 施設
- 駐車場
  - 普通車：53台
  - 大型車：8台
  - 身体障がい者用：4台
- トイレ
  - 男：大 3器（1器）、小 5器（2器）
  - 女：7器（3器）
  - 身体障がい者用：2器（1器）

※（）内は、24時間利用可能
- 公衆電話
- 公衆FAX
- レストラン
  - 農家レストラン 味彩さざんか あいちゃん農園[1]
    - お野菜カレー
    - お野菜ちゃんぽん
    - とりめし定食
    - ジビエランチ定食

  - 紹二九郎
    - 瓦そば
    - せいろ蒸し
- 物産情報館
  - 物産販売コーナー
    - フルーツガーデン 新SUN 吉野ヶ里店[2] - ソフトクリーム
    - 森のパン屋 せふりの[3] - アップルパイ

  - 情報コーナー
  - 休憩コーナー

## 休館日
- 第3水曜日 - 12月は除く
- 年末年始

## アクセス
- 長崎自動車道 - 東脊振IC - 東脊振トンネルの南側にある。
  - 国道385号 - 登録路線

## 周辺
- 千石山サザンカ自生北限地帯[4]
- 霊仙寺跡